# Rosa Serra i Sala
Rosa Serra i Sala (Granollers, 1956), professora i historiadora, escriptora de llibres d'història i infantils.
Es va implicar en un projecte per recollir les experiències de gent gran que en la seva infantesa havia sobreviscut a la Guerra Civil Espanyola. Els pares de la Rosa, tal com explica en el llibre Entre dos focs, havien sobreviscut a la guerra, tot i que com molts espanyols i els seus fills ho van fer passant fam i presenciant esdeveniments traumàtics. La Rosa volia explorar el sofriment dels infants durant aquell període, entendre fins a quin punt els va canviar la vida per sempre més. Durant les entrevistes, li va cridar l'atenció aquest comentari: “Els quàquers ens donaven pa i llet”. Qui són els quàquers, es preguntava. Aquests comentaris a l'atzar –o potser no tant a l'atzar– van fer que la Rosa emprengués un llarg viatge d'investigació, recerca i entrevistes que, al cap dels anys, ha acabat donant lloc primer a una tesi doctoral i després a un llibre.
Al llarg de la història, els quàquers han intervingut i ajudat discretament en zones en conflicte d'arreu del món durant temps difícils. La Rosa es va quedar impactada pel que va aprendre dels quàquers: el procés a través del qual van saber que havien d'actuar per ajudar els infants d'Espanya (conegut com a Quaker business method, ‘mètode quàquer de fer negocis'), l'eficient manera com van organitzar després els vaixells per transportar farina i llet a través de l'oceà Atlàntic, i com van donar continuïtat a aquesta activitat creant refugis perquè els infants poguessin fer unes vacances lluny de les zones en guerra de Catalunya.
També la va impressionar la poca publicitat que es van donar a si mateixos. Van organitzar la distribució del pa i la llet a través de les escoles perquè van veure que era la manera més eficient d'arribar al màxim nombre de criatures. A diferència d'altres organitzacions religioses, no exigien cap adhesió a la seva fe; de fet, després de la guerra els van fer fora d'Espanya perquè van insistir a continuar ajudant infants dels dos bàndols. La seva neutralitat i el seu testimoni de pau els va acabar tornant inacceptables als ulls de la dictadura i van marxar, per tornar d'una altra manera als anys seixanta, en forma d'una reunió de quàquers (Quaker Meeting) que encara existeix avui dia.